# Thilly Weissenborn

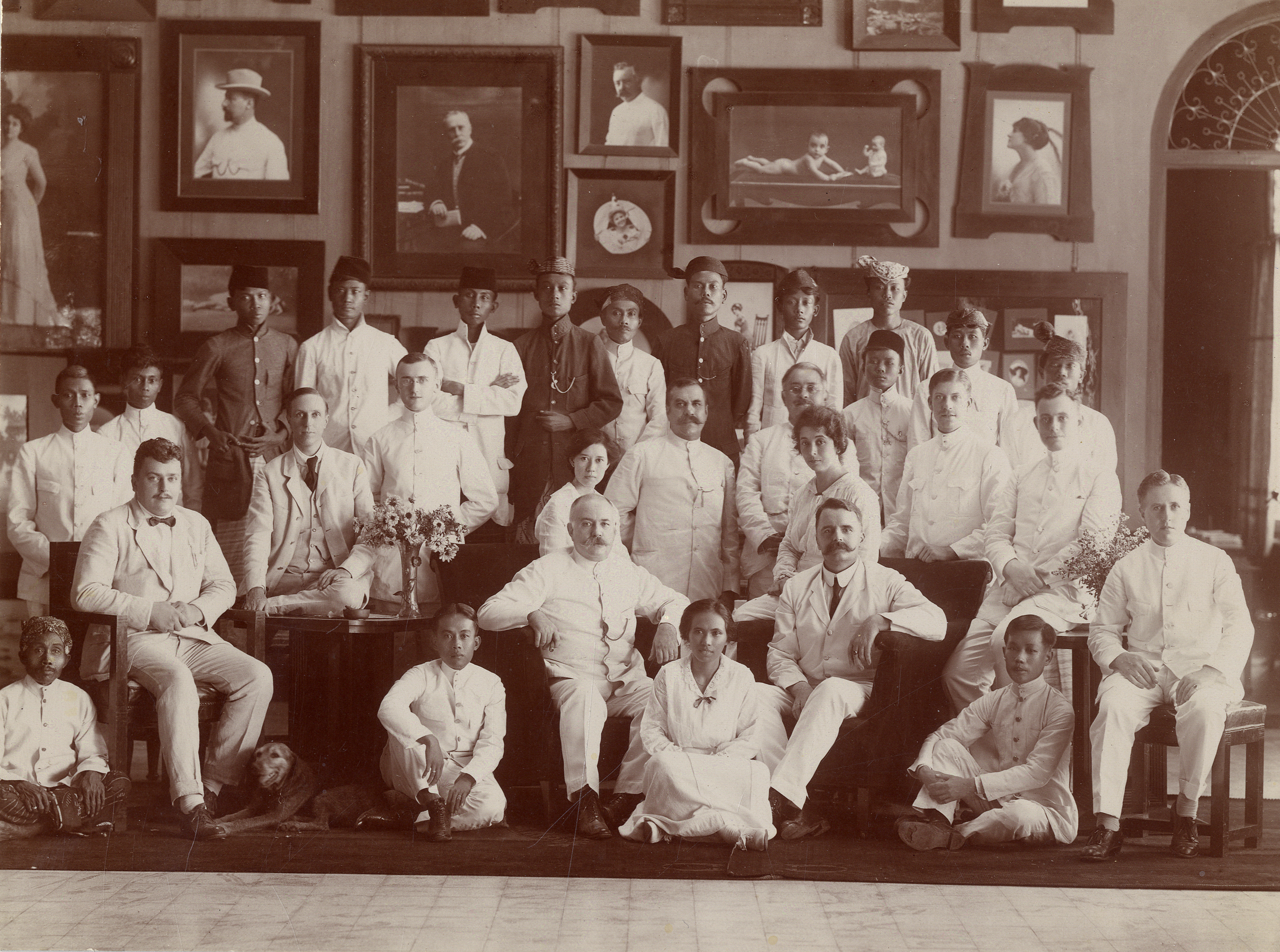
Kurkdjian, ateliér, zaměstnanci a vedení ateliéru Kurkdjian v Surabaji, 1916

Margarethe Mathilde (Thilly) Weissenborn (Kediri, 22. března 1889 – Baarn, 28. října 1964) byla nizozemská fotografka. Je známá jako první profesionální fotografka v Nizozemské východní Indii.

## Životopis
Weissenborn se narodila ve východní Jávě, kde měli její německo-nizozemští rodiče kávovou plantáž. Od roku 1893 vyrůstala v Haagu. V roce 1913 odešla na Jávu, kde začala pracovat pro Atelier Kurkdjian. V roce 1917 se stala vedoucí ateliéru Lux, fotografického studia v Garoetu na východní Jávě. V roce 1920 se Thilly Weissenborn stala majitelkou tohoto studia.
V roce 1922 navštívil Nizozemskou východní Indii nizozemský spisovatel Louis Couperus. Byl pověřen sbírat fotografie pro vydání svých sebraných cestopisů. Jeho kniha se měla jmenovat Oostwaarts . Couperus pořídil od jejího ateliéru 20 fotografií.  Podle zdrojů o nich uvedl, že jsou „fotografie krásné“ a „autorka nadána velkým uměním“. Podle Coupera „reprodukovali nálady přírody v poetickém osvětlení“. Ne všechny fotografie v knize pocházejí od Thilly Weissenborn a z jejího ateliéru. Své fotografie poskytli spisovateli také Karl Josef John a Atelier Nieuwenhuis v Padangu.
Thilly Weissenborn zhotovovala portréty, ale podle Tropenmusea byly její fotografie budov a interiérů také technicky dokonalé. Její fotografie krajin a scénických venkovních scén jsou pozoruhodné svým idylickým charakterem . V roce 1943 byla Thilly Weissenborn deportována do japonského tábora Kareës v Bandoengu. Po druhé světové válce bylo město Garoet zničeno požárem a v roce 1947 bylo její studio zničeno během Indonéské národní revoluce. Křehké a zranitelné skleněné negativy byly zničeny. Thilly Weissenborn se po válce provdala za Nica Wijnmalena a pár se přestěhoval do Bandungu. V roce 1956 byli nuceni opustit Indonésii a byli repatriováni do Nizozemska, kde Thilly Wijnmalen-Weissenborn 28. října 1964 v Baarnu zemřela .
Tropenmuseum vlastní album s výtisky její práce.

## Galerie

Weissenborn retušuje fotografii v Atelieru Kurkdjian, 1915
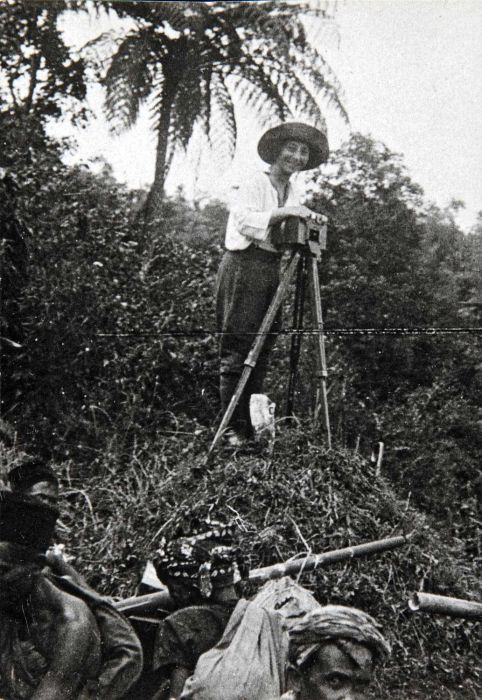
Na sopce Guntur, 1926
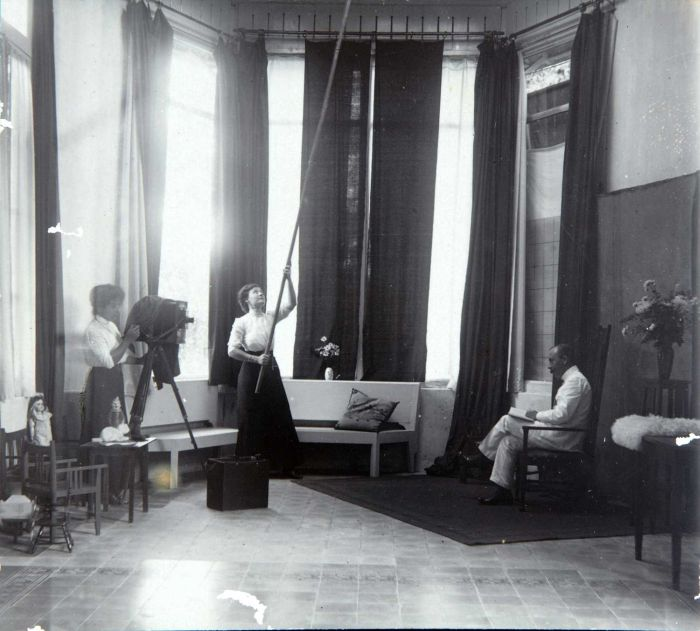
Weissenborn připravuje fotografii svého bratra z let 1910–1930
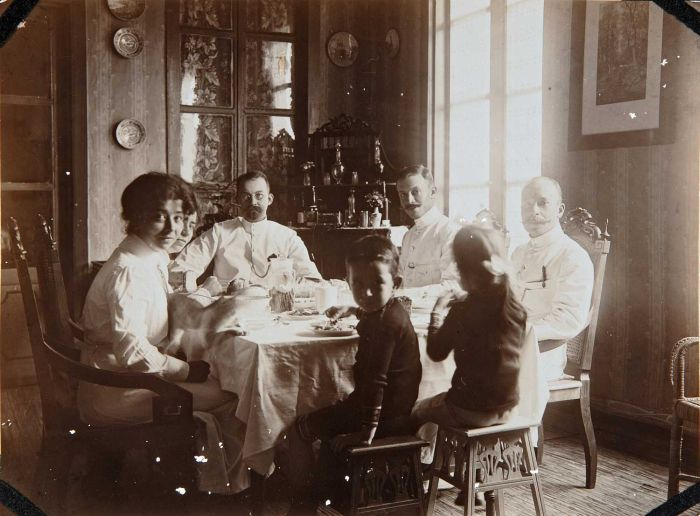
Se sestrou Marií Da Paulou a bratry Oscarem a Theem a dalšími u stolu v Nizozemské východní Indii v letech 1910–1920
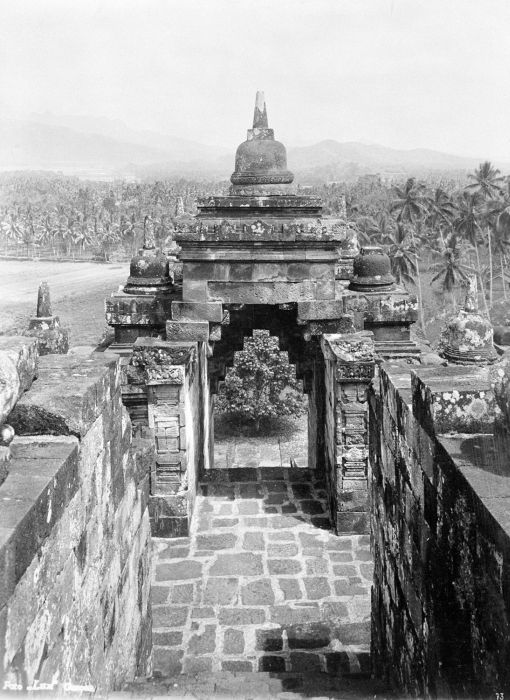
Boroboedurova brána, 1920–1940
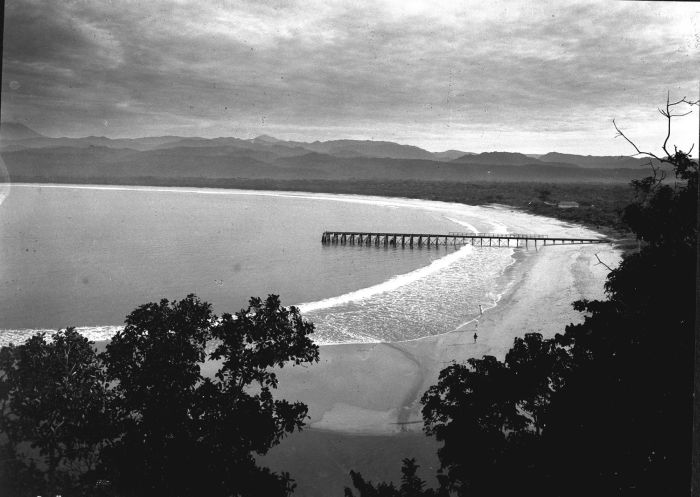
Záliv Pameungpeuk v Západní Jávě, s molem a bývalým plážovým hotelem, kolem roku 1925
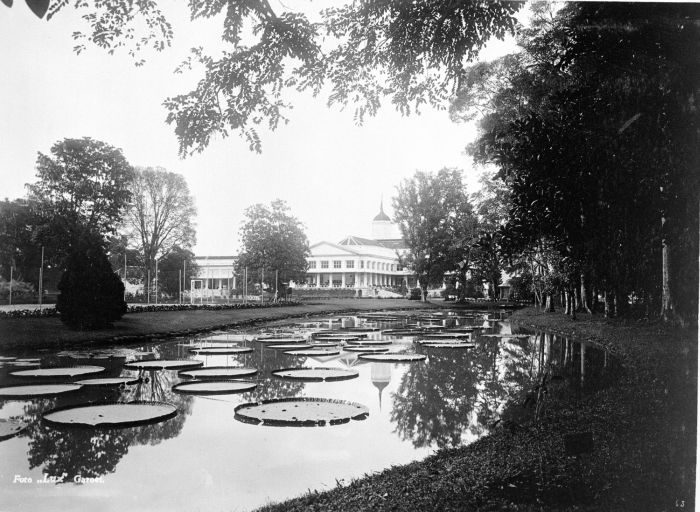
Zadní část paláce generálního guvernéra v botanické zahradě Lands, Bogor, 1920–1940
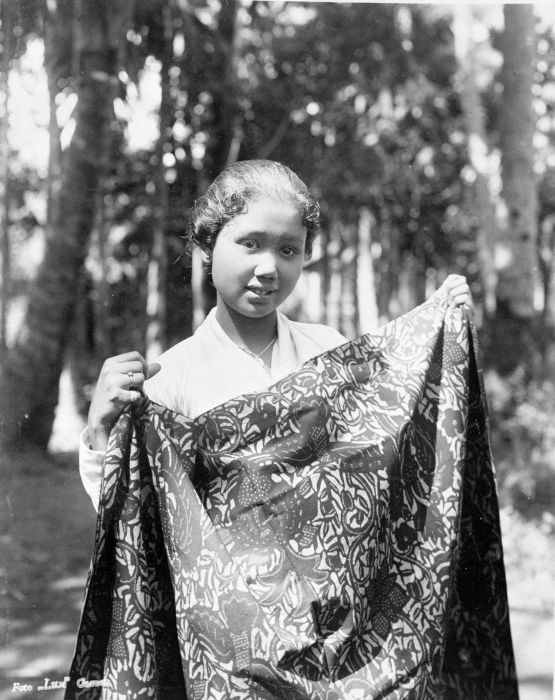
Prodejce sarongů z Garoetu, 1920–1940